# Drahtzieher (Metapher)
Drahtzieher (vom Marionettenspieler, der seine Figuren an Drähten steuert) ist ein Ausdruck für die Planer beziehungsweise heimlichen Urheber krimineller Taten bzw. zwielichtiger Aktionen. Der Drahtzieher bezeichnet den Hintermann, der im Hintergrund eine Aktion plant, sie aber bewusst von anderen ausführen lässt, um unerkannt zu bleiben. Ähnliche Bedeutung haben die Begriffe Strippenzieher und Graue Eminenz.